# Zvonička v Dlouhé Třebové
Zvonička v Dlouhé Třebové je dnes již zaniklá dřevěná zvonička, která stávala na vyvýšenině uprostřed obce Dlouhá Třebová na místě zvaném „Na Zámku", kde původně byla zemanská tvrz ze 14. století. Byla prvním větším objektem, který mimo jiné sloužil k církevním účelům. V obci stávala od roku 1753 až do roku 1908, kdy ztratila svou funkci a byla zbořena.

## Historie a funkce
Vznikla, jako většina podobných obecních staveb, na základě tzv. ohňového patentu císařovny Marie Terezie z roku 1751. Podle něj musel být v každé obci zvon, kterým by se v případě požáru mohlo ohlásit nebezpečí. Zvoničku si tedy v Dlouhé Třebové pořídili nejspíše současně se zvonem, jehož zrod je datován rokem 1753. Zvon však nesloužil pouze k zajištění bezpečnosti, každodenně se rozezníval při klekání. Zvonilo se třikrát denně: ráno, v poledne a večer. Při klekání, jak již název napovídá, věřící poklekli a modlili se odpustkovou modlitbu Anděl Páně. Hlas zvonu oznamoval úmrtí ve vsi a doprovázel mrtvé na hřbitov. Zvonilo se i při radostných událostech, v době církevních svátků či obecných oslavách. Zvonění tedy oddělovalo čas sváteční od všedního a postupně se tato úloha rozšířila na informování o čase. Zvon v sobě odedávna nesl též tajemno a dávné tradice, podle nichž představoval účinnou zbraň proti démonům. Naši předkové využívali zvonění jako prostředek proti mračnům. Bouře a krupobití se původně zaháněly pomocí speciálních trub, píšťal a mušlí, časem tuto úlohu na sebe převzaly zvony.
Zvonička dosloužila svému účelu ve chvíli, kdy se vystavěl v obci kostel sv. Prokopa. Počátkem listopadu 1906 sejmul Josef Mach zvon ze zvoničky a zavěsil ho na místo ve věži nového kostela. Než byla v roce 1908 zbořena, byla vyfotografována a proto je možné představit si její tehdejší podobu.

## Stavební popis
Základ zvoničky byl tvořen pravidelným osmiúhelníkem. Vlastní konstrukce byla trámová, zvenčí svisle pobitá prkny. Obvodní stěny měly funkci ohradní. Na ně navazovala střecha ve tvaru tupého jehlanu, která byla pokrytá šindelem uspořádaným v deseti vrstvách. Věž zvoničky byla čtvercová se čtyřmi malými průzory. Věž zakrývala čtyřboká stříška s překrytím, také pobitá šindelem. Stříšku završoval kříž. Celková výška stavby je odhadována na 10 – 12 m. Vchod do zvoničky byl z východní strany. Popis vnitřního zařízení zvoničky a konstrukce zavěšení zvonu se nedochoval.